# Gigi Fernández
Pour les articles homonymes, voir Fernández.
Ne pas confondre avec Anna Maria Fernández, Clarisa Fernández, Leylah Fernandez, María-Isabel Fernández et Mary Joe Fernández, également joueuses de tennis.
Beatriz Fernández, dite Gigi Fernández, née le 22 février 1964 à San Juan sur l'île de Porto Rico, est une joueuse de tennis américaine, professionnelle de novembre 1983 à novembre 1997. Elle est l'une des meilleures spécialistes de double de l'histoire de son sport.

## Carrière tennistique
C'est en double dames que Gigi Fernández s'est particulièrement illustrée puisqu'elle fait partie des meilleures joueuses dans l'histoire de cette discipline. En effet, elle a gagné 69 titres en double, dont 17 tournois du Grand Chelem, et a été numéro un mondiale pendant 80 semaines. Elle a aussi décroché deux médailles d'or aux Jeux olympiques aux côtés de sa cousine Mary Joe Fernández (Barcelone en 1992 et Atlanta en 1996).
Avec la Biélorusse Natasha Zvereva, elles ont formé la meilleure équipe de tous les temps derrière le tandem Navrátilová / Shriver en remportant quatorze titres en Grand Chelem et deux Masters. Elles ont également réalisé un Grand Chelem sur deux saisons en 1992-1993, ainsi que trois petits Chelems consécutifs entre 1992 et 1994.
En simple, elle a remporté deux tournois mineurs sur le circuit WTA. Elle a également été demi-finaliste à Wimbledon en 1994, où elle fut battue par la nonuple gagnante de ce tournoi, Martina Navrátilová, et elle a atteint les quarts de finale de l'US Open à deux reprises (1991 et 1994).
Après sa retraite sportive, elle est devenue entraîneuse de tennis. Elle a notamment collaboré avec les numéros un mondiales de double Rennae Stubbs et Samantha Stosur. Elle a aussi entraîné l'équipe de Porto Rico à l'université du Sud de la Floride. Elle a créé la fondation Gigi Fernandez Charitable Foundation visant à aider les communautés hispaniques.
Gigi Fernández intègre le International Tennis Hall of Fame en 2010, en même temps que sa meilleure partenaire Natasha Zvereva.

## Palmarès

### Titres en simple dames
| No | Date       | Nom et lieu du tournoi                     | Catégorie | Dotation  | Surface    | Finaliste    | Score         |          |
| -- | ---------- | ------------------------------------------ | --------- | --------- | ---------- | ------------ | ------------- | -------- |
| 1  | 20-10-1986 | Singapore Open, Singapour                  |           | 50 000 $  | Dur (int.) | Mercedes Paz | 6-4, 2-6, 6-4 | Parcours |
| 2  | 05-08-1991 | Virginia Slims of Albuquerque, Albuquerque | Tier IV   | 150 000 $ | Dur (ext.) | Julie Halard | 6-0, 6-2      | Parcours |

### Finales en simple dames
| No | Date       | Nom et lieu du tournoi                  | Catégorie  | Dotation  | Surface      | Vainqueure          | Score    |          |
| -- | ---------- | --------------------------------------- | ---------- | --------- | ------------ | ------------------- | -------- | -------- |
| 1  | 30-07-1984 | Virginia Slims of Newport, Newport (RI) | VS Tour C3 | 150 000 $ | Gazon (ext.) | Martina Navrátilová | 6-3, 7-6 | Parcours |
| 2  | 23-10-1989 | Puerto Rico Open, San Juan              | Tier IV    | 100 000 $ | Dur (ext.)   | Laura Arraya        | 6-1, 6-2 | Parcours |
| 3  | 26-10-1992 | Puerto Rico Open, San Juan              | Tier IV    | 150 000 $ | Dur (ext.)   | Mary Pierce         | 6-1, 7-5 | Parcours |

### Titres en double dames
| No | Date       | Nom et lieu du tournoi                          | Catégorie     | Dotation    | Surface         | Partenaire          | Finalistes                           | Score          |          |
| -- | ---------- | ----------------------------------------------- | ------------- | ----------- | --------------- | ------------------- | ------------------------------------ | -------------- | -------- |
| 1  | 07-01-1985 | Virginia Slims of Washington Washington         |               | 150 000 $   | Moquette (int.) | Martina Navrátilová | Claudia Kohde-Kilsch Helena Suková   | 6-3, 3-6, 6-3  | Parcours |
| 2  | 05-02-1985 | Lipton International Championships Delray Beach |               | 750 000 $   | Dur (ext.)      | Martina Navrátilová | Kathy Jordan Hana Mandlíková         | 7-6, 6-2       | Parcours |
| 3  | 05-08-1985 | Canadian Open Toronto                           |               | 250 000 $   | Dur (ext.)      | Martina Navrátilová | Marcella Mesker Pascale Paradis      | 6-4, 6-0       | Parcours |
| 4  | 30-09-1985 | Maybelline Classic Fort Lauderdale              |               | 150 000 $   | Dur (ext.)      | Robin White         | Rosalyn Fairbank Beverly Mould       | 6-2, 7-5       | Parcours |
| 5  | 23-03-1987 | US Indoors Piscataway                           |               | 150 000 $   | Moquette (int.) | Lori McNeil         | Betsy Nagelsen Elizabeth Smylie      | 6-1, 6-4       | Parcours |
| 6  | 13-07-1987 | Virginia Slims of Newport Newport (RI)          |               | 150 000 $   | Gazon (ext.)    | Lori McNeil         | Anne Hobbs Kathy Jordan              | 7-6, 7-5       | Parcours |
| 7  | 24-08-1987 | United Jersey Bank Classic Mahwah               |               | 150 000 $   | Dur (ext.)      | Lori McNeil         | Anne Hobbs Elizabeth Smylie          | 6-3, 6-2       | Parcours |
| 8  | 11-04-1988 | Suntory Japan Open Tokyo                        | Tier V        | 100 000 $   | Dur (ext.)      | Robin White         | Lea Antonoplis Barbara Gerken        | 6-1, 6-4       | Parcours |
| 9  | 29-08-1988 | US Open Flushing Meadows                        | G. Chelem     | 1 937 333 $ | Dur (ext.)      | Robin White         | Patty Fendick Jill Hetherington      | 6-4, 6-1       | Parcours |
| 10 | 17-07-1989 | Virginia Slims of Newport Newport (RI)          | Tier IV       | 200 000 $   | Gazon (ext.)    | Lori McNeil         | Elizabeth Smylie Wendy Turnbull      | 6-3, 6-7, 7-5  | Parcours |
| 11 | 21-08-1989 | Player’s Canadian Open Toronto                  | Tier II       | 300 000 $   | Dur (ext.)      | Robin White         | Martina Navrátilová Larisa Savchenko | 6-1, 7-5       | Parcours |
| 12 | 15-09-1989 | VS International Doubles Championships Tokyo    |               | 175 000 $   | Moquette (int.) | Robin White         | Elizabeth Smylie Wendy Turnbull      | 6-2, 6-2       | Parcours |
| 13 | 09-10-1989 | Porsche Grand Prix Filderstadt                  | Tier III      | 250 000 $   | Dur (int.)      | Robin White         | Raffaella Reggi Elna Reinach         | 6-4, 7-6       | Parcours |
| 14 | 29-01-1990 | Toray Pan Pacific Open Tokyo                    | Tier II       | 350 000 $   | Moquette (int.) | Elizabeth Smylie    | Jo-Anne Faull Rachel McQuillan       | 6-2, 6-2       | Parcours |
| 15 | 30-04-1990 | Citizen Cup Hambourg                            | Tier II       | 350 000 $   | Terre (ext.)    | Martina Navrátilová | Larisa Neiland Helena Suková         | 6-2, 6-3       | Parcours |
| 16 | 13-08-1990 | Virginia Slims of Los Angeles Manhattan Beach   | Tier II       | 350 000 $   | Dur (ext.)      | Jana Novotná        | Mercedes Paz Gabriela Sabatini       | 6-3, 4-6, 6-4  | Parcours |
| 17 | 27-08-1990 | US Open Flushing Meadows                        | G. Chelem     | 2 707 250 $ | Dur (ext.)      | Martina Navrátilová | Jana Novotná Helena Suková           | 6-2, 6-4       | Parcours |
| 18 | 05-11-1990 | Virginia Slims of New England Worcester         | Tier II       | 350 000 $   | Moquette (int.) | Helena Suková       | Mary Joe Fernández Jana Novotná      | 3-6, 6-3, 6-3  | Parcours |
| 19 | 31-12-1990 | Danone Open Brisbane                            | Tier IV       | 150 000 $   | Dur (ext.)      | Jana Novotná        | Patty Fendick Helena Suková          | 6-3, 6-1       | Parcours |
| 20 | 11-02-1991 | Virginia Slims of Chicago Chicago               | Tier II       | 350 000 $   | Moquette (int.) | Jana Novotná        | Martina Navrátilová Pam Shriver      | 6-2, 6-4       | Parcours |
| 21 | 28-03-1991 | Light n’ Lively Doubles Tarpon Springs          |               | 200 000 $   | Terre (ext.)    | Helena Suková       | Larisa Neiland Natasha Zvereva       | 4-6, 6-4, 7-6  | Parcours |
| 22 | 27-05-1991 | Roland-Garros Paris                             | G. Chelem     | 2 698 740 $ | Terre (ext.)    | Jana Novotná        | Larisa Neiland Natasha Zvereva       | 6-4, 6-0       | Parcours |
| 23 | 04-11-1991 | Virginia Slims of California Oakland            | Tier II       | 350 000 $   | Moquette (int.) | Patty Fendick       | Martina Navrátilová Pam Shriver      | 6-4, 7-5       | Parcours |
| 24 | 11-11-1991 | Jello Classic Indianapolis                      | Tier IV       | 150 000 $   | Dur (int.)      | Patty Fendick       | Katrina Adams Mercedes Paz           | 6-4, 6-2       | Parcours |
| 25 | 13-04-1992 | Virginia Slims of Houston Houston               | Tier II       | 350 000 $   | Terre (ext.)    | Patty Fendick       | Jill Hetherington Kathy Rinaldi      | 7-5, 6-4       | Parcours |
| 26 | 25-05-1992 | Roland-Garros Paris                             | G. Chelem     | 3 277 836 $ | Terre (ext.)    | Natasha Zvereva     | Conchita Martínez Arantxa Sánchez    | 6-3, 6-2       | Parcours |
| 27 | 22-06-1992 | The Championships Wimbledon                     | G. Chelem     | 3 000 000 $ | Gazon (ext.)    | Natasha Zvereva     | Jana Novotná Larisa Neiland          | 6-4, 6-1       | Parcours |
| 28 | 28-07-1992 | Olympic Games Barcelone                         | J. olympiques | NC          | Terre (ext.)    | Mary Joe Fernández  | Conchita Martínez · Arantxa Sánchez  | 7-5, 2-6, 6-2  | Parcours |
| 29 | 31-08-1992 | US Open Flushing Meadows                        | G. Chelem     | 3 734 850 $ | Dur (ext.)      | Natasha Zvereva     | Jana Novotná Larisa Neiland          | 7-64, 6-1      | Parcours |
| 30 | 02-11-1992 | Bank of the West Classic Oakland                | Tier II       | 350 000 $   | Moquette (int.) | Natasha Zvereva     | Rosalyn Fairbank Gretchen Rush       | 3-6, 6-2, 6-4  | Parcours |
| 31 | 09-11-1992 | Virginia Slims of Philadelphia Philadelphie     | Tier II       | 350 000 $   | Moquette (int.) | Natasha Zvereva     | Conchita Martínez Mary Pierce        | 6-1, 6-3       | Parcours |
| 32 | 18-01-1993 | Ford Australian Open Melbourne                  | G. Chelem     | 2 400 000 $ | Dur (ext.)      | Natasha Zvereva     | Pam Shriver Elizabeth Smylie         | 6-4, 6-3       | Parcours |
| 33 | 01-03-1993 | Virginia Slims of Florida Delray Beach          | Tier II       | 375 000 $   | Dur (ext.)      | Natasha Zvereva     | Larisa Neiland Jana Novotná          | 6-2, 6-2       | Parcours |
| 34 | 25-03-1993 | Light n’ Lively Doubles Wesley Chapel           |               | 175 000 $   | Terre (ext.)    | Natasha Zvereva     | Larisa Neiland Arantxa Sánchez       | 7-5, 6-3       | Parcours |
| 35 | 29-03-1993 | Family Circle Mag. Cup XXI Hilton Head          | Tier I        | 750 000 $   | Terre (ext.)    | Natasha Zvereva     | Katrina Adams Manon Bollegraf        | 6-3, 6-1       | Parcours |
| 36 | 10-05-1993 | German Open Berlin                              | Tier I        | 750 000 $   | Terre (ext.)    | Natasha Zvereva     | Debbie Graham Brenda Schultz         | 6-1, 6-3       | Parcours |
| 37 | 24-05-1993 | Roland-Garros Paris                             | G. Chelem     | 3 456 143 $ | Terre (ext.)    | Natasha Zvereva     | Larisa Neiland Jana Novotná          | 6-3, 7-5       | Parcours |
| 38 | 14-06-1993 | Volkswagen Cup Eastbourne                       | Tier II       | 375 000 $   | Gazon (ext.)    | Natasha Zvereva     | Larisa Neiland Jana Novotná          | 2-6, 7-5, 6-1  | Parcours |
| 39 | 21-06-1993 | The Championships Wimbledon                     | G. Chelem     | 3 312 302 $ | Gazon (ext.)    | Natasha Zvereva     | Larisa Neiland Jana Novotná          | 6-4, 6-7, 6-4  | Parcours |
| 40 | 02-08-1993 | Mazda Tennis Classic San Diego                  | Tier II       | 375 000 $   | Dur (ext.)      | Helena Suková       | Pam Shriver Elizabeth Smylie         | 6-4, 6-3       | Parcours |
| 41 | 27-09-1993 | Volkswagen Cup Leipzig                          | Tier II       | 375 000 $   | Moquette (int.) | Natasha Zvereva     | Larisa Neiland Jana Novotná          | 6-3, 6-2       | Parcours |
| 42 | 11-10-1993 | Porsche Tennis GP Filderstadt                   | Tier II       | 375 000 $   | Dur (int.)      | Natasha Zvereva     | Patty Fendick Martina Navrátilová    | 7-6, 6-4       | Parcours |
| 43 | 15-11-1993 | Virginia Slims Championships New York           | Masters       | 3 708 500 $ | Moquette (int.) | Natasha Zvereva     | Larisa Neiland Jana Novotná          | 6-3, 7-5       | Parcours |
| 44 | 17-01-1994 | Ford Australian Open Melbourne                  | G. Chelem     | 2 426 000 $ | Dur (ext.)      | Natasha Zvereva     | Patty Fendick Meredith McGrath       | 6-3, 4-6, 6-4  | Parcours |
| 45 | 07-02-1994 | Virginia Slims of Chicago Chicago               | Tier II       | 400 000 $   | Moquette (int.) | Natasha Zvereva     | Manon Bollegraf Martina Navrátilová  | 6-3, 3-6, 6-4  | Parcours |
| 46 | 11-03-1994 | The Lipton Championships Miami                  | Tier I        | 1 000 000 $ | Dur (ext.)      | Natasha Zvereva     | Patty Fendick Meredith McGrath       | 6-3, 6-1       | Parcours |
| 47 | 02-05-1994 | Italian Open Rome                               | Tier I        | 750 000 $   | Terre (ext.)    | Natasha Zvereva     | Gabriela Sabatini Brenda Schultz     | 6-1, 6-3       | Parcours |
| 48 | 09-05-1994 | German Open Berlin                              | Tier I        | 750 000 $   | Terre (ext.)    | Natasha Zvereva     | Jana Novotná Arantxa Sánchez         | 6-3, 7-6       | Parcours |
| 49 | 23-05-1994 | Roland-Garros Paris                             | G. Chelem     | 3 561 928 $ | Terre (ext.)    | Natasha Zvereva     | Lindsay Davenport Lisa Raymond       | 6-2, 6-2       | Parcours |
| 50 | 13-06-1994 | Volkswagen Cup Eastbourne                       | Tier II       | 400 000 $   | Gazon (ext.)    | Natasha Zvereva     | Inés Gorrochategui Helena Suková     | 6-7, 6-4, 6-3  | Parcours |
| 51 | 20-06-1994 | The Championships Wimbledon                     | G. Chelem     | 3 361 848 $ | Gazon (ext.)    | Natasha Zvereva     | Jana Novotná Arantxa Sánchez         | 6-4, 6-1       | Parcours |
| 52 | 10-10-1994 | Porsche Tennis GP Filderstadt                   | Tier II       | 400 000 $   | Dur (int.)      | Natasha Zvereva     | Manon Bollegraf Larisa Neiland       | 7-6, 6-4       | Parcours |
| 53 | 07-11-1994 | Virginia Slims of Philadelphia Philadelphie     | Tier I        | 750 000 $   | Moquette (int.) | Natasha Zvereva     | Gabriela Sabatini Brenda Schultz     | 4-6, 6-4, 6-2  | Parcours |
| 54 | 14-11-1994 | Virginia Slims Championships New York           | Masters       | 3 500 000 $ | Moquette (int.) | Natasha Zvereva     | Jana Novotná Arantxa Sánchez         | 6-3, 6-7, 6-3  | Parcours |
| 55 | 30-01-1995 | Toray Pan Pacific Open Tokyo                    | Tier I        | 806 250 $   | Moquette (int.) | Natasha Zvereva     | Lindsay Davenport Rennae Stubbs      | 6-0, 6-3       | Parcours |
| 56 | 01-05-1995 | Citizen Cup Hambourg                            | Tier II       | 430 000 $   | Terre (ext.)    | Martina Hingis      | Conchita Martínez Patricia Tarabini  | 6-2, 6-3       | Parcours |
| 57 | 08-05-1995 | Italian Open Rome                               | Tier I        | 806 250 $   | Terre (ext.)    | Natasha Zvereva     | Conchita Martínez Patricia Tarabini  | 3-6, 7-6, 6-4  | Parcours |
| 58 | 29-05-1995 | Roland-Garros Paris                             | G. Chelem     | 3 963 100 $ | Terre (ext.)    | Natasha Zvereva     | Jana Novotná Arantxa Sánchez         | 6-76, 6-4, 7-5 | Parcours |
| 59 | 31-07-1995 | Toshiba Tennis Classic San Diego                | Tier II       | 430 000 $   | Dur (ext.)      | Natasha Zvereva     | Alexia Dechaume Sandrine Testud      | 6-2, 6-1       | Parcours |
| 60 | 07-08-1995 | Acura Classic Manhattan Beach                   | Tier II       | 430 000 $   | Dur (ext.)      | Natasha Zvereva     | Larisa Neiland Gabriela Sabatini     | 7-5, 6-7, 7-5  | Parcours |
| 61 | 28-08-1995 | US Open Flushing Meadows                        | G. Chelem     | 4 271 000 $ | Dur (ext.)      | Natasha Zvereva     | Brenda Schultz Rennae Stubbs         | 7-5, 6-3       | Parcours |
| 62 | 09-10-1995 | Porsche Tennis GP Filderstadt                   | Tier II       | 430 000 $   | Dur (int.)      | Natasha Zvereva     | Meredith McGrath Larisa Neiland      | 5-7, 6-1, 6-4  | Parcours |
| 63 | 29-01-1996 | Toray Pan Pacific Open Tokyo                    | Tier I        | 926 250 $   | Moquette (int.) | Natasha Zvereva     | Mariaan de Swardt Irina Spîrlea      | 7-6, 6-3       | Parcours |
| 64 | 23-07-1996 | Summer Olympics Atlanta                         | J. olympiques | NC          | Dur (ext.)      | Mary Joe Fernández  | Jana Novotná · Helena Suková         | 7-66, 6-4      | Parcours |
| 65 | 19-08-1996 | Toshiba Tennis Classic San Diego                | Tier II       | 450 000 $   | Dur (ext.)      | Conchita Martínez   | Larisa Neiland Arantxa Sánchez       | 4-6, 6-3, 6-4  | Parcours |
| 66 | 26-08-1996 | US Open Flushing Meadows                        | G. Chelem     | 4 004 885 $ | Dur (ext.)      | Natasha Zvereva     | Jana Novotná Arantxa Sánchez         | 1-6, 6-1, 6-4  | Parcours |
| 67 | 06-01-1997 | Sydney International Sydney                     | Tier II       | 342 500 $   | Dur (ext.)      | Arantxa Sánchez     | Lindsay Davenport Natasha Zvereva    | 6-3, 6-1       | Parcours |
| 68 | 26-05-1997 | Roland-Garros Paris                             | G. Chelem     | 4 566 003 $ | Terre (ext.)    | Natasha Zvereva     | Mary Joe Fernández Lisa Raymond      | 6-2, 6-3       | Parcours |
| 69 | 23-06-1997 | The Championships Wimbledon                     | G. Chelem     | 4 083 056 $ | Gazon (ext.)    | Natasha Zvereva     | Nicole Arendt Manon Bollegraf        | 7-6, 6-4       | Parcours |

### Finales en double dames
| No | Date       | Nom et lieu du tournoi                        | Catégorie | Dotation    | Surface         | Vainqueures                          | Partenaire          | Score                                            |          |
| -- | ---------- | --------------------------------------------- | --------- | ----------- | --------------- | ------------------------------------ | ------------------- | ------------------------------------------------ | -------- |
| 1  | 01-08-1983 | US Clay Court Championships Indianapolis      |           | 200 000 $   | Terre (ext.)    | Kathleen Horvath Virginia Ruzici     | Beth Herr           | 4-6, 7-6, 6-2                                    | Parcours |
| 2  | 28-04-1986 | US Open Clay Courts Indianapolis              |           | 200 000 $   | Terre (ext.)    | Steffi Graf Gabriela Sabatini        | Robin White         | 6-2, 6-0                                         | Parcours |
| 3  | 15-09-1986 | Eckerd Open Largo Tampa                       |           | 125 000 $   | Dur (ext.)      | Elise Burgin Rosalyn Fairbank        | Kim Sands           | 7-5, 6-2                                         | Parcours |
| 4  | 06-10-1986 | Taipei International Championships Taïwan     |           | 50 000 $    | Moquette (int.) | Lea Antonoplis Barbara Gerken        | Susan Leo           | 6-1, 6-2                                         | Parcours |
| 5  | 10-11-1986 | Puerto Rico Open San Juan                     |           | 75 000 $    | Dur (ext.)      | Lori McNeil Mercedes Paz             | Robin White         | 6-2, 3-6, 6-4                                    | Parcours |
| 6  | 08-02-1988 | Virginia Slims of Dallas Dallas               | Tier III  | 250 000 $   | Moquette (int.) | Lori McNeil Eva Pfaff                | Zina Garrison       | 2-6, 6-4, 7-5                                    | Parcours |
| 7  | 14-03-1988 | Lipton International Championships Miami      | Tier I    | 750 000 $   | Dur (ext.)      | Steffi Graf Gabriela Sabatini        | Zina Garrison       | 7-6, 6-3                                         | Parcours |
| 8  | 25-04-1988 | Pan Pacific Open Tokyo                        | Tier III  | 250 000 $   | Moquette (int.) | Pam Shriver Helena Suková            | Robin White         | 4-6, 6-2, 7-6                                    | Parcours |
| 9  | 11-07-1988 | Virginia Slims of Newport Newport (RI)        | Tier IV   | 200 000 $   | Gazon (ext.)    | Rosalyn Fairbank Barbara Potter      | Lori McNeil         | 6-4, 6-3                                         | Parcours |
| 10 | 08-08-1988 | Virginia Slims of Los Angeles Los Angeles     | Tier II   | 300 000 $   | Dur (ext.)      | Patty Fendick Jill Hetherington      | Robin White         | 7-6, 5-7, 6-4                                    | Parcours |
| 11 | 22-08-1988 | United Jersey Bank Classic Mahwah             | Tier IV   | 200 000 $   | Dur (ext.)      | Jana Novotná Helena Suková           | Robin White         | 6-3, 6-2                                         | Parcours |
| 12 | 10-10-1988 | Honda Classic San Juan                        | Tier IV   | 75 000 $    | Dur (ext.)      | Patty Fendick Jill Hetherington      | Robin White         | 6-4, 6-2                                         | Parcours |
| 13 | 25-11-1988 | World Doubles Championships Tokyo             |           | 250 000 $   | Moquette (int.) | Katrina Adams Zina Garrison          | Robin White         | 7-5, 7-5                                         | Parcours |
| 14 | 20-03-1989 | Lipton International Championships Miami      | Tier I    | 750 000 $   | Dur (ext.)      | Jana Novotná Helena Suková           | Lori McNeil         | 7-6, 6-4                                         | Parcours |
| 15 | 24-04-1989 | Virginia Slims of Houston Houston             | Tier III  | 250 000 $   | Terre (ext.)    | Katrina Adams Zina Garrison          | Lori McNeil         | 6-3, 6-4                                         | Parcours |
| 16 | 23-10-1989 | Puerto Rico Open San Juan                     | Tier IV   | 100 000 $   | Dur (ext.)      | Aucune -                             | Robin White         | finale annulée face à Cammy MacGregor-Ronni Reis | Parcours |
| 17 | 26-02-1990 | Virginia Slims of Indian Wells Indian Wells   | Tier II   | 350 000 $   | Dur (ext.)      | Jana Novotná Helena Suková           | Martina Navrátilová | 6-2, 7-6                                         | Parcours |
| 18 | 26-03-1990 | US Hard Court Championships San Antonio       | Tier III  | 225 000 $   | Dur (ext.)      | Kathy Jordan Elizabeth Smylie        | Robin White         | 7-5, 7-5                                         | Parcours |
| 19 | 24-09-1990 | Nichirei International Championships Tokyo    | Tier II   | 350 000 $   | Moquette (int.) | Mary Joe Fernández Robin White       | Martina Navrátilová | 4-6, 6-3, 7-6                                    | Parcours |
| 20 | 07-01-1991 | Holden NSW Open Sydney                        | Tier III  | 225 000 $   | Dur (ext.)      | Arantxa Sánchez Helena Suková        | Jana Novotná        | 6-1, 6-4                                         | Parcours |
| 21 | 14-01-1991 | Ford Australian Open Melbourne                | G. Chelem | 2 000 000 $ | Dur (ext.)      | Patty Fendick Mary Joe Fernández     | Jana Novotná        | 7-64, 6-1                                        | Parcours |
| 22 | 15-03-1991 | Lipton International Championships Miami      | Tier I    | 750 000 $   | Dur (ext.)      | Mary Joe Fernández Zina Garrison     | Jana Novotná        | 7-5, 6-2                                         | Parcours |
| 23 | 17-06-1991 | Pilkington Glass Championships Eastbourne     | Tier II   | 350 000 $   | Gazon (ext.)    | Larisa Neiland Natasha Zvereva       | Jana Novotná        | 2-6, 6-4, 6-4                                    | Parcours |
| 24 | 24-06-1991 | The Championships Wimbledon                   | G. Chelem | 2 728 856 $ | Gazon (ext.)    | Larisa Neiland Natasha Zvereva       | Jana Novotná        | 6-4, 3-6, 6-4                                    | Parcours |
| 25 | 29-07-1991 | Mazda Tennis Classic San Diego                | Tier III  | 225 000 $   | Dur (ext.)      | Jill Hetherington Kathy Rinaldi      | Nathalie Tauziat    | 6-4, 3-6, 6-2                                    | Parcours |
| 26 | 19-08-1991 | Virginia Slims of Washington Washington       | Tier II   | 350 000 $   | Dur (ext.)      | Jana Novotná Larisa Neiland          | Natasha Zvereva     | 5-7, 6-1, 7-6                                    | Parcours |
| 27 | 18-11-1991 | Virginia Slims Championships New York         | Masters   | 3 000 000 $ | Moquette (int.) | Martina Navrátilová Pam Shriver      | Jana Novotná        | 4-6, 7-5, 6-4                                    | Parcours |
| 28 | 11-05-1992 | Lufthansa Cup German Open Berlin              | Tier I    | 550 000 $   | Terre (ext.)    | Jana Novotná Larisa Neiland          | Natasha Zvereva     | 7-6, 4-6, 7-5                                    | Parcours |
| 29 | 17-08-1992 | Matinee Ltd. - Canadian Open Montréal         | Tier I    | 550 000 $   | Dur (ext.)      | Lori McNeil Rennae Stubbs            | Natasha Zvereva     | 3-6, 7-5, 7-5                                    | Parcours |
| 30 | 26-10-1992 | Puerto Rico Open San Juan                     | Tier IV   | 150 000 $   | Dur (ext.)      | Amanda Coetzer Elna Reinach          | Kathy Rinaldi       | 6-2, 4-6, 6-2                                    | Parcours |
| 31 | 26-07-1993 | Puerto Rico Open San Juan                     | Tier III  | 150 000 $   | Dur (ext.)      | Debbie Graham Ann Grossman           | Rennae Stubbs       | 5-7, 7-5, 7-5                                    | Parcours |
| 32 | 09-08-1993 | Virginia Slims of Los Angeles Manhattan Beach | Tier II   | 375 000 $   | Dur (ext.)      | Arantxa Sánchez Helena Suková        | Natasha Zvereva     | 7-6, 6-3                                         | Parcours |
| 33 | 04-10-1993 | Barilla Indoors Zurich                        | Tier I    | 750 000 $   | Moquette (int.) | Zina Garrison Martina Navrátilová    | Natasha Zvereva     | 6-3, 5-7, 6-3                                    | Parcours |
| 34 | 24-03-1994 | Light n’ Lively Doubles Wesley Chapel         |           | 175 000 $   | Terre (ext.)    | Jana Novotná Arantxa Sánchez         | Natasha Zvereva     | 6-2, 7-5                                         | Parcours |
| 35 | 28-03-1994 | Family Circle Mag. Cup XXII Hilton Head       | Tier I    | 750 000 $   | Terre (ext.)    | Lori McNeil Arantxa Sánchez          | Natasha Zvereva     | 6-4, 4-1, ab.                                    | Parcours |
| 36 | 31-10-1994 | Bank of the West Classic Oakland              | Tier II   | 400 000 $   | Moquette (int.) | Lindsay Davenport Arantxa Sánchez    | Martina Navrátilová | 7-5, 6-4                                         | Parcours |
| 37 | 16-01-1995 | Ford Australian Open Melbourne                | G. Chelem | 2 738 000 $ | Dur (ext.)      | Jana Novotná Arantxa Sánchez         | Natasha Zvereva     | 6-3, 6-73, 6-4                                   | Parcours |
| 38 | 17-03-1995 | The Lipton Championships Miami                | Tier I    | 1 550 000 $ | Dur (ext.)      | Jana Novotná Arantxa Sánchez         | Natasha Zvereva     | 7-5, 2-6, 6-3                                    | Parcours |
| 39 | 27-03-1995 | Family Circle Mag. Cup XXIII Hilton Head      | Tier I    | 806 250 $   | Terre (ext.)    | Nicole Arendt Manon Bollegraf        | Natasha Zvereva     | 0-6, 6-3, 6-4                                    | Parcours |
| 40 | 19-06-1995 | Direct Line Int’l Championships Eastbourne    | Tier II   | 430 000 $   | Gazon (ext.)    | Jana Novotná Arantxa Sánchez         | Natasha Zvereva     | 0-6, 6-3, 6-4                                    | Parcours |
| 41 | 26-06-1995 | The Championships Wimbledon                   | G. Chelem | 3 044 890 $ | Gazon (ext.)    | Jana Novotná Arantxa Sánchez         | Natasha Zvereva     | 5-7, 7-5, 6-4                                    | Parcours |
| 42 | 13-11-1995 | WTA Tour Championships New York               | Masters   | 2 000 000 $ | Moquette (int.) | Jana Novotná Arantxa Sánchez         | Natasha Zvereva     | 6-2, 6-1                                         | Parcours |
| 43 | 01-04-1996 | Family Circle Mag. Cup Hilton Head            | Tier I    | 926 250 $   | Terre (ext.)    | Jana Novotná Arantxa Sánchez         | Mary Joe Fernández  | 6-2, 6-3                                         | Parcours |
| 44 | 29-04-1996 | Rexona Cup Hambourg                           | Tier II   | 450 000 $   | Terre (ext.)    | Arantxa Sánchez Brenda Schultz       | Martina Hingis      | 4-6, 7-6, 6-4                                    | Parcours |
| 45 | 06-05-1996 | Italian Open Rome                             | Tier I    | 926 250 $   | Terre (ext.)    | Arantxa Sánchez Irina Spîrlea        | Martina Hingis      | 6-4, 3-6, 6-3                                    | Parcours |
| 46 | 20-05-1996 | World Doubles Cup Édimbourg                   |           | 188 125 $   | Terre (ext.)    | Nicole Arendt Manon Bollegraf        | Natasha Zvereva     | 6-3, 2-6, 7-6                                    | Parcours |
| 47 | 27-05-1996 | Roland-Garros Paris                           | G. Chelem | 4 456 343 $ | Terre (ext.)    | Lindsay Davenport Mary Joe Fernández | Natasha Zvereva     | 6-2, 6-1                                         | Parcours |
| 48 | 27-01-1997 | Toray Pan Pacific Open Tokyo                  | Tier I    | 926 250 $   | Moquette (int.) | Lindsay Davenport Natasha Zvereva    | Martina Hingis      | 6-4, 6-3                                         | Parcours |
| 49 | 12-05-1997 | German Open Berlin                            | Tier I    | 926 250 $   | Terre (ext.)    | Lindsay Davenport Jana Novotná       | Natasha Zvereva     | 6-2, 3-6, 6-2                                    | Parcours |
| 50 | 25-08-1997 | US Open Flushing Meadows                      | G. Chelem | 4 976 000 $ | Dur (ext.)      | Lindsay Davenport Jana Novotná       | Natasha Zvereva     | 6-3, 6-4                                         | Parcours |

### Finales en double mixte
| No | Date       | Nom et lieu du tournoi         | Catégorie | Dotation    | Surface      | Vainqueures                        | Partenaire | Score           |          |
| -- | ---------- | ------------------------------ | --------- | ----------- | ------------ | ---------------------------------- | ---------- | --------------- | -------- |
| 1  | 16-01-1995 | Ford Australian Open Melbourne | G. Chelem | 2 738 000 $ | Dur (ext.)   | Natasha Zvereva Rick Leach         | Cyril Suk  | 7-64, 6-73, 6-4 | Parcours |
| 2  | 26-06-1995 | The Championships Wimbledon    | G. Chelem | 3 044 890 $ | Gazon (ext.) | Martina Navrátilová Jonathan Stark | Cyril Suk  | 6-4, 6-4        | Parcours |
| 3  | 28-08-1995 | US Open Flushing Meadows       | G. Chelem | 4 271 000 $ | Dur (ext.)   | Meredith McGrath Matt Lucena       | Cyril Suk  | 6-4, 6-4        | Parcours |

## Parcours en Grand Chelem

### En simple dames
| Année | Open d'Australie (janvier) | Open d'Australie (janvier) | Internationaux de France | Internationaux de France | Wimbledon       | Wimbledon           | US Open         | US Open           | Open d'Australie (décembre) | Open d'Australie (décembre) |
| ----- | -------------------------- | -------------------------- | ------------------------ | ------------------------ | --------------- | ------------------- | --------------- | ----------------- | --------------------------- | --------------------------- |
| 1983  | n/a                        | n/a                        | -                        | -                        | -               | -                   | 1er tour (1/64) | Sabina Simmonds   | 2e tour (1/16)              | Jo Durie                    |
| 1984  | n/a                        | n/a                        | -                        | -                        | 2e tour (1/32)  | Pam Shriver         | 2e tour (1/32)  | Beverly Mould     | 2e tour (1/16)              | Sharon Walsh                |
| 1985  | n/a                        | n/a                        | -                        | -                        | -               | -                   | 1er tour (1/64) | Bonnie Gadusek    | 2e tour (1/16)              | C. Kohde-Kilsch             |
| 1986  | n/a                        | n/a                        | 2e tour (1/32)           | Helena Suková            | 1er tour (1/64) | Bettina Bunge       | 1er tour (1/64) | Amanda Tobin      | n/a                         | n/a                         |
| 1987  | 2e tour (1/32)             | Marianne Werdel            | 2e tour (1/32)           | Sandra Wasserman         | 4e tour (1/8)   | Martina Navrátilová | 1er tour (1/64) | Mercedes Paz      | n/a                         | n/a                         |
| 1988  | -                          | -                          | -                        | -                        | 2e tour (1/32)  | Elizabeth Minter    | 1er tour (1/64) | Dianne Balestrat  | n/a                         | n/a                         |
| 1989  | -                          | -                          | 1er tour (1/64)          | Silvia La Fratta         | 1er tour (1/64) | Ann Devries         | 2e tour (1/32)  | Zina Garrison     | n/a                         | n/a                         |
| 1990  | 4e tour (1/8)              | Angélica Gavaldón          | -                        | -                        | 2e tour (1/32)  | Natasha Zvereva     | 1er tour (1/64) | Laura Garrone     | n/a                         | n/a                         |
| 1991  | 1er tour (1/64)            | Rosalyn Fairbank           | 2e tour (1/32)           | Rachel McQuillan         | 3e tour (1/16)  | Anne Minter         | 1/4 de finale   | Monica Seles      | n/a                         | n/a                         |
| 1992  | 1er tour (1/64)            | Karina Habšudová           | -                        | -                        | 4e tour (1/8)   | Monica Seles        | 4e tour (1/8)   | Monica Seles      | n/a                         | n/a                         |
| 1993  | 4e tour (1/8)              | Mary Pierce                | 1er tour (1/64)          | Laura Arraya             | 2e tour (1/32)  | Zina Garrison       | 3e tour (1/16)  | Katerina Maleeva  | n/a                         | n/a                         |
| 1994  | 3e tour (1/16)             | Emanuela Zardo             | 1er tour (1/64)          | Clare Wood               | 1/2 finale      | Martina Navrátilová | 1/4 de finale   | Gabriela Sabatini | n/a                         | n/a                         |
| 1995  | 1er tour (1/64)            | Silvia Farina              | -                        | -                        | 1er tour (1/64) | Lindsay Davenport   | 3e tour (1/16)  | Chanda Rubin      | n/a                         | n/a                         |
| 1996  | 1er tour (1/64)            | Rennae Stubbs              | 1er tour (1/64)          | Anke Huber               | 3e tour (1/16)  | Judith Wiesner      | 1er tour (1/64) | Elena Pampoulova  | n/a                         | n/a                         |
| 1997  | 2e tour (1/32)             | Inés Gorrochategui         | -                        | -                        | 3e tour (1/16)  | Irina Spîrlea       | 1er tour (1/64) | Mary Pierce       | n/a                         | n/a                         |

À droite du résultat, l’ultime adversaire.

### En double dames
| Année | Open d'Australie (janvier)  | Open d'Australie (janvier) | Internationaux de France   | Internationaux de France   | Wimbledon                   | Wimbledon                  | US Open                   | US Open                    | Open d'Australie (décembre) | Open d'Australie (décembre) |
| ----- | --------------------------- | -------------------------- | -------------------------- | -------------------------- | --------------------------- | -------------------------- | ------------------------- | -------------------------- | --------------------------- | --------------------------- |
| 1983  | n/a                         | n/a                        | -                          | -                          | -                           | -                          | -                         | -                          | 1er tour (1/16) Beth Herr   | Kathy Jordan B. Potter      |
| 1984  | n/a                         | n/a                        | -                          | -                          | 3e tour (1/8) A. Moulton    | B. Potter Sharon Walsh     | 2e tour (1/16) Susan Leo  | Anne Hobbs W. Turnbull     | 1er tour (1/16) Steffi Graf | C. Bassett Zina Garrison    |
| 1985  | n/a                         | n/a                        | -                          | -                          | -                           | -                          | 1/4 de finale Robin White | Navrátilová Pam Shriver    | 2e tour (1/8) Robin White   | Zina Garrison Virginia Wade |
| 1986  | n/a                         | n/a                        | -                          | -                          | 3e tour (1/8) Robin White   | Jenny Byrne J. Thompson    | 1/4 de finale Robin White | Steffi Graf G. Sabatini    | n/a                         | n/a                         |
| 1987  | 2e tour (1/8) Robin White   | Sandy Collins Sharon Walsh | 1/4 de finale Lori McNeil  | Kohde-Kilsch Helena Suková | 3e tour (1/8) Bettina Bunge | Kathy Jordan Anne Smith    | 3e tour (1/8) Chris Evert | Navrátilová Pam Shriver    | n/a                         | n/a                         |
| 1988  | -                           | -                          | -                          | -                          | 1/4 de finale R. Fairbank   | L. Savchenko N. Zvereva    | Victoire Robin White      | Patty Fendick Hetherington | n/a                         | n/a                         |
| 1989  | -                           | -                          | 2e tour (1/16) Lori McNeil | B. Schultz A. Temesvári    | 1/4 de finale Lori McNeil   | Jana Novotná Helena Suková | 1/4 de finale Robin White | Steffi Graf G. Sabatini    | n/a                         | n/a                         |
| 1990  | 1/2 finale Robin White      | Jana Novotná Helena Suková | -                          | -                          | 1/4 de finale Navrátilová   | Kathy Jordan E. Smylie     | Victoire Navrátilová      | Jana Novotná Helena Suková | n/a                         | n/a                         |
| 1991  | Finale Jana Novotná         | Patty Fendick MJ Fernández | Victoire Jana Novotná      | L. Neiland N. Zvereva      | Finale Jana Novotná         | L. Neiland N. Zvereva      | 3e tour (1/8) Navrátilová | Katrina Adams M. Bollegraf | n/a                         | n/a                         |
| 1992  | 1/4 de finale Patty Fendick | S. Rehe B. Schultz         | Victoire N. Zvereva        | C. Martínez A. Sánchez     | Victoire N. Zvereva         | Jana Novotná L. Neiland    | Victoire N. Zvereva       | Jana Novotná L. Neiland    | n/a                         | n/a                         |
| 1993  | Victoire N. Zvereva         | Pam Shriver E. Smylie      | Victoire N. Zvereva        | L. Neiland Jana Novotná    | Victoire N. Zvereva         | L. Neiland Jana Novotná    | 1/2 finale N. Zvereva     | A. Sánchez Helena Suková   | n/a                         | n/a                         |
| 1994  | Victoire N. Zvereva         | Patty Fendick M. McGrath   | Victoire N. Zvereva        | L. Davenport Lisa Raymond  | Victoire N. Zvereva         | Jana Novotná A. Sánchez    | 1/2 finale N. Zvereva     | K. Maleeva Robin White     | n/a                         | n/a                         |
| 1995  | Finale N. Zvereva           | Jana Novotná A. Sánchez    | Victoire N. Zvereva        | Jana Novotná A. Sánchez    | Finale N. Zvereva           | Jana Novotná A. Sánchez    | Victoire N. Zvereva       | B. Schultz Rennae Stubbs   | n/a                         | n/a                         |
| 1996  | 1/4 de finale N. Zvereva    | Chanda Rubin A. Sánchez    | Finale N. Zvereva          | L. Davenport MJ Fernández  | 1/2 finale N. Zvereva       | M. McGrath L. Neiland      | Victoire N. Zvereva       | Jana Novotná A. Sánchez    | n/a                         | n/a                         |
| 1997  | 1/2 finale A. Sánchez       | M. Hingis N. Zvereva       | Victoire N. Zvereva        | MJ Fernández Lisa Raymond  | Victoire N. Zvereva         | Nicole Arendt M. Bollegraf | Finale N. Zvereva         | L. Davenport Jana Novotná  | n/a                         | n/a                         |

Sous le résultat, la partenaire ; à droite, l’ultime équipe adverse.

### En double mixte
| Année | Open d'Australie (janvier), | Open d'Australie (janvier), | Internationaux de France    | Internationaux de France | Wimbledon                   | Wimbledon                   | US Open                      | US Open                    | Open d'Australie (décembre), | Open d'Australie (décembre), |
| ----- | --------------------------- | --------------------------- | --------------------------- | ------------------------ | --------------------------- | --------------------------- | ---------------------------- | -------------------------- | ---------------------------- | ---------------------------- |
| 1984  | n/a                         | n/a                         | -                           | -                        | -                           | -                           | 2e tour (1/16) E. Fernandez  | M. Maleeva Tom Gullikson   | n/a                          | n/a                          |
| 1986  | n/a                         | n/a                         | 1er tour (1/32) L. Lavalle  | M. Maleeva D. de Miguel  | 1er tour (1/32) Bud Schultz | Tine Scheuer M. Mortensen   | -                            | -                          | n/a                          | n/a                          |
| 1987  | 1er tour (1/16) L. Lavalle  | Lisa O'Neill Simon Youl     | -                           | -                        | -                           | -                           | -                            | -                          | n/a                          | n/a                          |
| 1988  | -                           | -                           | -                           | -                        | -                           | -                           | 2e tour (1/8) A. Moreno      | Zina Garrison S. Stewart   | n/a                          | n/a                          |
| 1989  | -                           | -                           | 1/4 de finale P. McEnroe    | A. Sánchez H. de la Peña | 3e tour (1/8) P. McEnroe    | Nicole Provis Darren Cahill | 1er tour (1/16) Jorge Lozano | A. Sánchez J. Sánchez      | n/a                          | n/a                          |
| 1990  | 1/4 de finale Jorge Lozano  | Jo Durie Laurie Warder      | -                           | -                        | 3e tour (1/8) Darren Cahill | E. Smylie J. Fitzgerald     | -                            | -                          | n/a                          | n/a                          |
| 1991  | -                           | -                           | -                           | -                        | 1er tour (1/32) Tim Mayotte | Rennae Stubbs Stoltenberg   | -                            | -                          | n/a                          | n/a                          |
| 1992  | -                           | -                           | 2e tour (1/16) Kelly Jones  | Mary Pierce Jared Palmer | 3e tour (1/8) Kelly Jones   | Lori McNeil Bryan Shelton   | 1er tour (1/16) Kelly Jones  | Hetherington G. Michibata  | n/a                          | n/a                          |
| 1993  | 2e tour (1/8) Todd Witsken  | C. Martínez J. Sánchez      | 1/4 de finale T. Woodbridge | B. Schultz Murphy Jensen | -                           | -                           | 1er tour (1/16) Scott Davis  | B. Schultz Murphy Jensen   | n/a                          | n/a                          |
| 1994  | 1/4 de finale Cyril Suk     | L. Neiland A. Olhovskiy     | 1/4 de finale Cyril Suk     | L. Neiland A. Olhovskiy  | 2e tour (1/16) Cyril Suk    | D. Monami J. Garat          | 1/2 finale Cyril Suk         | Jana Novotná T. Woodbridge | n/a                          | n/a                          |
| 1995  | Finale Cyril Suk            | N. Zvereva Rick Leach       | 1/2 finale Cyril Suk        | L. Neiland M. Woodforde  | Finale Cyril Suk            | Navrátilová J. Stark        | Finale Cyril Suk             | M. McGrath Matt Lucena     | n/a                          | n/a                          |
| 1996  | 2e tour (1/8) Cyril Suk     | Hetherington J. de Jager    | 3e tour (1/8) Cyril Suk     | P. Tarabini Javier Frana | -                           | -                           | -                            | -                          | n/a                          | n/a                          |
| 1997  | 2e tour (1/8) A. Florent    | Lori McNeil Brian MacPhie   | -                           | -                        | -                           | -                           | 1/4 de finale E. Ferreira    | B. Schultz Luke Jensen     | n/a                          | n/a                          |

Sous le résultat, le partenaire ; à droite, l’ultime équipe adverse.

## Parcours aux Masters

### En double dames
| #  | Date       | Nom de l'édition                      | ($)       | Surface         | Résultat      | Partenaire      | Ultimes adversaires                  | Score         |          |
| -- | ---------- | ------------------------------------- | --------- | --------------- | ------------- | --------------- | ------------------------------------ | ------------- | -------- |
| 1  | 17/03/1986 | Virginia Slims Championships New York | 500 000   | Moquette (int.) | 1/4 de finale | Robin White     | Hana Mandlíková Wendy Turnbull       | 6-4, 6-3      | Parcours |
| 2  | 17/11/1986 | Virginia Slims Championships New York | 500 000   | Moquette (int.) | 1/4 de finale | Robin White     | Steffi Graf Gabriela Sabatini        | 6-3, 6-2      | Parcours |
| 3  | 14/11/1988 | Virginia Slims Championships New York | 1 000 000 | Moquette (int.) | 1/4 de finale | Robin White     | Larisa Savchenko Natasha Zvereva     | 3-6, 6-3, 6-1 | Parcours |
| 4  | 13/11/1989 | Virginia Slims Championships New York | 1 000 000 | Moquette (int.) | 1/4 de finale | Robin White     | Larisa Savchenko Natasha Zvereva     | 6-2, 6-4      | Parcours |
| 5  | 18/11/1991 | Virginia Slims Championships New York | 3 000 000 | Moquette (int.) | Finale        | Jana Novotná    | Martina Navrátilová Pam Shriver      | 4-6, 7-5, 6-4 | Parcours |
| 6  | 16/11/1992 | Virginia Slims Championships New York | 3 000 000 | Moquette (int.) | 1/2 finale    | Natasha Zvereva | Larisa Neiland Jana Novotná          | 6-7, 6-2, 7-5 | Parcours |
| 7  | 15/11/1993 | Virginia Slims Championships New York | 3 708 500 | Moquette (int.) | Victoire      | Natasha Zvereva | Larisa Neiland Jana Novotná          | 6-3, 7-5      | Parcours |
| 8  | 14/11/1994 | Virginia Slims Championships New York | 3 500 000 | Moquette (int.) | Victoire      | Natasha Zvereva | Jana Novotná Arantxa Sánchez         | 6-3, 6-7, 6-3 | Parcours |
| 9  | 13/11/1995 | WTA Tour Championships New York       | 2 000 000 | Moquette (int.) | Finale        | Natasha Zvereva | Jana Novotná Arantxa Sánchez         | 6-2, 6-1      | Parcours |
| 10 | 18/11/1996 | Chase Championships New York          | 2 000 000 | Moquette (int.) | 1/2 finale    | Natasha Zvereva | Lindsay Davenport Mary Joe Fernández | 7-6, 6-3      | Parcours |
| 11 | 17/11/1997 | Chase Championships New York          | 2 000 000 | Moquette (int.) | 1/4 de finale | Natasha Zvereva | Larisa Neiland Helena Suková         | 7-5, 3-6, 6-4 | Parcours |

## Parcours aux Jeux olympiques

### En simple dames
| # | Date       | Nom de l'olympiade               | Surface    | Résultat        | Ultime adversaire | Score    |          |
| - | ---------- | -------------------------------- | ---------- | --------------- | ----------------- | -------- | -------- |
| 1 | 06/08/1984 | Olympic Tennis Event Los Angeles | Dur (ext.) | 1er tour (1/16) | Myriam Schropp    | 6-3, 7-5 | Parcours |

### En double dames
| # | Date       | Nom de l'olympiade             | Surface      | Résultat | Partenaire         | Ultimes adversaires                 | Score         |          |
| - | ---------- | ------------------------------ | ------------ | -------- | ------------------ | ----------------------------------- | ------------- | -------- |
| 1 | 28/07/1992 | Olympic Tennis Event Barcelone | Terre (ext.) | Or       | Mary Joe Fernández | Conchita Martínez · Arantxa Sánchez | 7-5, 2-6, 6-2 | Parcours |
| 2 | 23/07/1996 | Olympic Tennis Event Atlanta   | Dur (ext.)   | Or       | Mary Joe Fernández | Jana Novotná · Helena Suková        | 7-66, 6-4     | Parcours |

## Parcours en Coupe de la Fédération
| #                                                                            | Date       | Lieu       | Surface         | Gagnante(s)                        | Perdante(s)                            | Score         |          |
|                                                                              |            |            |                 |                                    |                                        |               |          |
| 1988 - 1er tour (groupe mondial) - Suisse - États-Unis - 0 : 3               |            |            |                 |                                    |                                        |               |          |
| 1                                                                            | 05/12/1988 | Melbourne  |                 | Patty Fendick Gigi Fernández       | Sandrine Jaquet Emanuela Zardo         | 6-0, 6-0      | Parcours |
|                                                                              |            |            |                 |                                    |                                        |               |          |
| 1988 - 2e tour (groupe mondial) - Suède - États-Unis - 2 : 1                 |            |            |                 |                                    |                                        |               |          |
| 2                                                                            | 05/12/1988 | Melbourne  |                 | Gigi Fernández Lori McNeil         | Catarina Lindqvist Maria Lindström     | 7-5, 6-1      | Parcours |
|                                                                              |            |            |                 |                                    |                                        |               |          |
| 1990 - 1er tour (groupe mondial) - États-Unis - Pologne - 3 : 0              |            |            |                 |                                    |                                        |               |          |
| 3                                                                            | 23/07/1990 | Atlanta    | Dur (ext.)      | Gigi Fernández Zina Garrison       | Magdalena Feistel Renata Skrzypczynska | 6-0, 6-0      | Parcours |
|                                                                              |            |            |                 |                                    |                                        |               |          |
| 1990 - 2e tour (groupe mondial) - États-Unis - Belgique - 3 : 0              |            |            |                 |                                    |                                        |               |          |
| 4                                                                            | 23/07/1990 | Atlanta    | Dur (ext.)      | Gigi Fernández Zina Garrison       | Sabine Appelmans Sandra Wasserman      | 6-1, 6-3      | Parcours |
|                                                                              |            |            |                 |                                    |                                        |               |          |
| 1990 - 1/4 de finale (groupe mondial) - États-Unis - Tchécoslovaquie - 2 : 1 |            |            |                 |                                    |                                        |               |          |
| 5                                                                            | 23/07/1990 | Atlanta    | Dur (ext.)      | Gigi Fernández Zina Garrison       | Jana Novotná Regina Kordová            | 7-68, 6-4     | Parcours |
|                                                                              |            |            |                 |                                    |                                        |               |          |
| 1990 - 1/2 finale (groupe mondial) - États-Unis - Autriche - 3 : 0           |            |            |                 |                                    |                                        |               |          |
| 6                                                                            | 23/07/1990 | Atlanta    | Dur (ext.)      | Patty Fendick Gigi Fernández       | Barbara Paulus Judith Wiesner          | 6-1, 7-65     | Parcours |
|                                                                              |            |            |                 |                                    |                                        |               |          |
| 1990 - Finale (groupe mondial) - États-Unis - URSS - 2 : 1                   |            |            |                 |                                    |                                        |               |          |
| 7                                                                            | 21/07/1990 | Atlanta    | Dur (ext.)      | Gigi Fernández Zina Garrison       | Larisa Neiland Natasha Zvereva         | 6-4, 6-3      | Parcours |
|                                                                              |            |            |                 |                                    |                                        |               |          |
| 1991 - 2e tour (groupe mondial) - Bulgarie - États-Unis - 0 : 3              |            |            |                 |                                    |                                        |               |          |
| 8                                                                            | 24/07/1991 | Nottingham |                 | Gigi Fernández Zina Garrison       | Katerina Maleeva Magdalena Maleeva     | 6-2, 6-1      | Parcours |
|                                                                              |            |            |                 |                                    |                                        |               |          |
| 1991 - 1/4 de finale (groupe mondial) - Autriche - États-Unis - 1 : 2        |            |            |                 |                                    |                                        |               |          |
| 9                                                                            | 25/07/1991 | Nottingham |                 | Gigi Fernández Zina Garrison       | Petra Ritter Judith Wiesner            | 6-4, 6-1      | Parcours |
|                                                                              |            |            |                 |                                    |                                        |               |          |
| 1991 - 1/2 finale (groupe mondial) - Tchécoslovaquie - États-Unis - 0 : 3    |            |            |                 |                                    |                                        |               |          |
| 10                                                                           | 27/07/1991 | Nottingham |                 | Gigi Fernández Zina Garrison       | Regina Kordová Eva Švíglerová          | 6-2, 6-3      | Parcours |
|                                                                              |            |            |                 |                                    |                                        |               |          |
| 1991 - Finale (groupe mondial) - Espagne - États-Unis - 2 : 1                |            |            |                 |                                    |                                        |               |          |
| 11                                                                           | 18/07/1991 | Nottingham |                 | Conchita Martínez Arantxa Sánchez  | Gigi Fernández Zina Garrison           | 3-6, 6-1, 6-1 | Parcours |
|                                                                              |            |            |                 |                                    |                                        |               |          |
| 1992 - 1er tour (groupe mondial) - Grande-Bretagne - États-Unis - 0 : 3      |            |            |                 |                                    |                                        |               |          |
| 12                                                                           | 13/07/1992 | Francfort  | Terre (ext.)    | Gigi Fernández                     | Monique Javer                          | 6-4, 6-1      | Parcours |
|                                                                              |            |            |                 |                                    |                                        |               |          |
| 1992 - 2e tour (groupe mondial) - Danemark - États-Unis - 0 : 3              |            |            |                 |                                    |                                        |               |          |
| 13                                                                           | 15/07/1992 | Francfort  | Terre (ext.)    | Gigi Fernández                     | Karin Ptaszek                          | 4-6, 6-3, 6-0 | Parcours |
|                                                                              |            |            |                 |                                    |                                        |               |          |
| 1992 - 1/4 de finale (groupe mondial) - France - États-Unis - 1 : 2          |            |            |                 |                                    |                                        |               |          |
| 14                                                                           | 16/07/1992 | Francfort  | Terre (ext.)    | Gigi Fernández                     | Mary Pierce                            | 6-1, 6-4      | Parcours |
| 14                                                                           | 16/07/1992 | Francfort  | Terre (ext.)    | Gigi Fernández Pam Shriver         | Isabelle Demongeot Nathalie Tauziat    | 6-4, 6-2      | Parcours |
|                                                                              |            |            |                 |                                    |                                        |               |          |
| 1992 - 1/2 finale (groupe mondial) - Allemagne - États-Unis - 2 : 1          |            |            |                 |                                    |                                        |               |          |
| 15                                                                           | 18/07/1992 | Francfort  | Terre (ext.)    | Anke Huber                         | Gigi Fernández                         | 7-5, 6-3      | Parcours |
|                                                                              |            |            |                 |                                    |                                        |               |          |
| 1994 - 1er tour (groupe mondial) - République tchèque - États-Unis - 0 : 3   |            |            |                 |                                    |                                        |               |          |
| 16                                                                           | 19/07/1994 | Francfort  | Terre (ext.)    | Gigi Fernández Zina Garrison       | Radka Bobková Eva Martincová           | 6-4, 7-5      | Parcours |
|                                                                              |            |            |                 |                                    |                                        |               |          |
| 1994 - 2e tour (groupe mondial) - Canada - États-Unis - 0 : 3                |            |            |                 |                                    |                                        |               |          |
| 17                                                                           | 21/07/1994 | Francfort  | Terre (ext.)    | Gigi Fernández Zina Garrison       | Jill Hetherington Rene Simpson         | 6-1, 7-63     | Parcours |
|                                                                              |            |            |                 |                                    |                                        |               |          |
| 1994 - 1/4 de finale (groupe mondial) - Autriche - États-Unis - 0 : 3        |            |            |                 |                                    |                                        |               |          |
| 18                                                                           | 22/07/1994 | Francfort  | Terre (ext.)    | Gigi Fernández Mary Joe Fernández  | Sylvia Plischke Barbara Schett         | 6-4, 6-1      | Parcours |
|                                                                              |            |            |                 |                                    |                                        |               |          |
| 1994 - 1/2 finale (groupe mondial) - France - États-Unis - 0 : 3             |            |            |                 |                                    |                                        |               |          |
| 19                                                                           | 23/07/1994 | Francfort  | Terre (ext.)    | Gigi Fernández Zina Garrison       | Julie Halard Nathalie Tauziat          | 3-6, 6-1, 6-2 | Parcours |
|                                                                              |            |            |                 |                                    |                                        |               |          |
| 1994 - Finale (groupe mondial) - Espagne - États-Unis - 3 : 0                |            |            |                 |                                    |                                        |               |          |
| 20                                                                           | 18/07/1994 | Francfort  | Terre (ext.)    | Conchita Martínez Arantxa Sánchez  | Gigi Fernández Mary Joe Fernández      | 6-3, 6-4      | Parcours |
|                                                                              |            |            |                 |                                    |                                        |               |          |
| 1995 - 1/4 de finale (groupe mondial) - États-Unis - Autriche - 5 : 0        |            |            |                 |                                    |                                        |               |          |
| 21                                                                           | 22/04/1995 | Aventura   | Dur (ext.)      | Gigi Fernández Martina Navrátilová | Barbara Schett Petra Ritter            | 6-2, 6-1      | Parcours |
|                                                                              |            |            |                 |                                    |                                        |               |          |
| 1995 - 1/2 finale (groupe mondial) - États-Unis - France - 3 : 2             |            |            |                 |                                    |                                        |               |          |
| 22                                                                           | 22/07/1995 | Wilmington | Moquette (int.) | Lindsay Davenport Gigi Fernández   | Julie Halard Nathalie Tauziat          | 6-1, 7-62     | Parcours |
|                                                                              |            |            |                 |                                    |                                        |               |          |
| 1995 - Finale (groupe mondial) - Espagne - États-Unis - 3 : 2                |            |            |                 |                                    |                                        |               |          |
| 23                                                                           | 25/11/1995 | Valence    | Terre (ext.)    | Lindsay Davenport Gigi Fernández   | Virginia Ruano M. A. Sánchez           | 6-3, 7-63     | Parcours |
|                                                                              |            |            |                 |                                    |                                        |               |          |
| 1996 - 1/4 de finale (groupe mondial) - Autriche - États-Unis - 2 : 3        |            |            |                 |                                    |                                        |               |          |
| 24                                                                           | 27/04/1996 | Salzbourg  | Terre (ext.)    | Gigi Fernández Mary Joe Fernández  | Petra Ritter Judith Wiesner            | 6-0, 6-4      | Parcours |
|                                                                              |            |            |                 |                                    |                                        |               |          |
| 1997 - 1/4 de finale (groupe mondial) - Pays-Bas - États-Unis - 3 : 2        |            |            |                 |                                    |                                        |               |          |
| 25                                                                           | 01/03/1997 | Haarlem    | Moquette (int.) | Gigi Fernández Kimberly Po         | Manon Bollegraf Kristie Boogert        | 6-3, 6-2      | Parcours |

## Classements WTA en fin de saison

### En simple
| Année | 1983 | 1984 | 1985 | 1986 | 1987 | 1988 | 1989 | 1990 | 1991 | 1992 | 1993 | 1994 | 1995 | 1996 | 1997 |
| Rang  | 154  | 27   | 64   | 57   | 39   | 54   | 23   | 35   | 22   | 32   | 50   | 32   | 65   | 112  | 184  |

Source : (en) « Classements de Gigi Fernández », sur le site officiel du WTA Tour

### En double
| Année | 1986 | 1987 | 1988 | 1989 | 1990 | 1991 | 1992 | 1993 | 1994 | 1995 | 1996 | 1997 |
| Rang  | 17   | 20   | 6    | 8    | 3    | 4    | 6    | 1    | 2    | 3    | 4    | 4    |

Source : (en) « Classements de Gigi Fernández », sur le site officiel du WTA Tour